# Die toten Augen
Die toten Augen ist eine im Jahr 1913 fertiggestellte Oper (Originalbezeichnung: „Vorspiel“ bzw. „Bühnendichtung“) in einem Akt des deutschen Komponisten Eugen d’Albert nach einem Libretto von Hanns Heinz Ewers und Marc Henry. Am 5. März 1916 wurde das Stück erfolgreich an der Hofoper in Dresden mit Friedrich Plaschke (Arcesius), Curt Taucher (Galba), Helena Forti (Myrtocle) und Grete Merrem-Nikisch (Arsinoe) uraufgeführt. Dirigent war Fritz Reiner. – Die entbehrlich wirkende Rahmenhandlung wird bei den selten stattfindenden Aufführungen heute meist weggelassen.

## Orchester
Die Orchesterbesetzung der Oper umfasst die folgenden Instrumente:
- Holzbläser: drei Flöten (3. auch Piccolo), zwei Oboen, Englischhorn (auch 3. Oboe), zwei Klarinetten, Bassklarinette (auch 3. Klarinette), drei Fagotte
- Blechbläser: vier Hörner, fünf Trompeten, drei Posaunen, Basstuba
- drei Pauken, Schlagwerk: große Trommel, kleine Trommel oder Rührtrommel, Becken, Triangel, Tamtam, Glockenspiel
- Celesta
- zwei Harfen
- Streicher

## Handlung

### Vorspiel
Hügelige, helle ländliche Gegend an einem Sommertag
Der Tag neigt sich dem Ende zu. Bauern machen sich auf den Heimweg. Ein Hirte bemerkt, dass eines seiner Lämmer fehlt. Er bricht ungeachtet  der Dunkelheit auf, es zu suchen.

### Einziger Akt
Platz mit Brunnen vor einem römischen Landhaus
Arcesius hat es bis zum römischen Senator gebracht. Wegen seines entstellten Körpers und seiner harten Gesichtszüge wird er von seinen Mitmenschen als hässlich bezeichnet. Nur seine Frau, die schöne, aber blinde Myrtocle, hält ihn für einen gut aussehenden jungen Mann. Allzu gerne würde sie ihn einmal sehen wollen! Da vernimmt sie die Kunde von einem gewissen Jesus von Nazareth, der schon manche Blinde wieder sehend gemacht haben soll. Als er mit seinen Jüngern in Jerusalem einzieht, sucht sie ihn auf und wird geheilt. Jesus aber prophezeit ihr, dass sie ihn verfluchen werde, noch ehe die Sonne zur Neige gehe. – Myrtocle ignoriert diese Worte, eilt in ihr Haus, betrachtet sich im Spiegel und macht sich schön für ihren geliebten Mann (Psyche wandelt durch Säulenhallen).
Kurz darauf kehrt Myrtocles Gatte Arcesius mit Hauptmann Aurelius Galba von einer Sitzung bei Pontius Pilatus zurück. Galba ist schon lange heimlich in die rassige Myrtocle verliebt. Wäre er nicht Arcesius‘ bester Freund, hätte er Myrtocle längst sein Verlangen nach ihr gestanden. Von Arsinoe, der Sklavin Myrtocles, erfahren die beiden von der Wunderheilung. Arcesius trifft diese Nachricht wie ein Schlag. Er will sich nicht vorstellen, wie seine Frau reagieren werde,  wenn sie ihn sieht, „entstellt, hinkend, hässlich und missgestalt!“
Als Myrtocle aus dem Haus tritt, versteckt sich Arcesius rasch hinter dem Brunnen. Galba bleibt stehen und starrt Myrtocle regungslos an. Diese aber glaubt, dass Galba ihr geliebter Gatte sei. Sie eilt auf ihn zu und umarmt ihn glühend. Nach anfänglichem Zögern kann Galba seinen Gefühlen nicht mehr widerstehen. Er reißt sie an sich und erwidert heiß ihren Kuss. Jetzt ist es Arcesius, der sich nicht mehr zu halten vermag. Mit einem Aufschrei rasender Wut und Verzweiflung stürzt er auf seinen Freund, fasst ihn mit beiden Händen an der Kehle, reißt ihn zu Boden und erwürgt ihn. Anschließend ergreift er die Flucht.
Von ihrer Sklavin erfährt schließlich Myrtocle, wer hier ermordet wurde und dass das missgestaltete Tier, das Galba getötet hat, ihr Gatte ist. Nun erfüllt sich Jesu Prophezeiung: Sie verflucht ihn. Unentwegt starrt sie in die Abendsonne, bis sie geblendet ist. Arcesius kehrt zurück und geleitet sie, die jetzt wieder der Hilfe bedarf, ins Haus.
Wird die Oper mit dem Vorspiel aufgeführt, dann folgt noch eine kurze Szene: Der Hirte hat das verirrte Lamm gefunden und trägt es nach Hause.